# 悪魔の子 (曲)
「悪魔の子」（あくまのこ）は、日本のシンガーソングライター・ヒグチアイの楽曲。デジタル配信限定シングルとしてポニーキャニオンより2022年1月10日に各音楽配信サービスにてリリースされた。本楽曲は、テレビアニメ「進撃の巨人 The Final Season Part 2」のエンディングテーマとして書き下ろされた。

## 概要
前作の配信限定シングル「やめるなら今」より約1ヶ月ぶりのリリースとなる。
本楽曲は、テレビアニメ「進撃の巨人 The Final Season Part 2」のエンディングテーマに起用されている。ヒグチアイがテレビアニメの主題歌を担当するのは初めてである。
2022年1月10日に配信が開始され、同年1月24日にテレビアニメ『進撃の巨人』のアニメ映像が使用されている「ヒグチアイ / 悪魔の子 (アニメスペシャルVer.)」がYoutubeのヒグチアイの公式チャンネルにて公開された。
同年3月2日にYoutubeにてミュージックビデオが公開された。
同年12月2日に「THE FIRST TAKE」にて本楽曲を披露した映像がYoutubeにてブレミア公開され、その音源は同年12月23日に「悪魔の子 - From THE FIRST TAKE」としてリリースされた。

## チャート成績
本楽曲は海外でも話題を呼び、Apple MusicのJ-Popランキングで、120か国で1位を獲得した。
2022年10月7日にストリーミングの累計再生回数が1億回を突破した。

## タイアップ
- テレビアニメ「進撃の巨人 The Final Season Part 2」エンディングテーマ

## カバー
- 青山なぎさ - 2023年5月3日配信のデジタルシングル「悪魔の子 from CrosSing」に収録。カバーソングプロジェクト『CrosSing - Music & Voice-』関連曲。
- 三宅由佳莉（海上自衛隊東京音楽隊所属） - 2023年8月30日発売のアルバム『Departure〜新たな船出』に収録。
- 石川由依 - カバーソングプロジェクト「CrosSing」にてカバー[8]。2024年10月2日に「悪魔の子 from CrosSing」として配信リリース。
- Roselia［湊友希那（相羽あいな）］×レイヤ（Raychell） - 2025年1月1日にゲーム『バンドリ! ガールズバンドパーティ!』に追加収録。